# Viktor Andersson (modellbyggare)
Viktor Andersson, född 25 september 1909 i byn Simskäla i Vårdö på Åland (Finland), död 30 mars 1991 i byn Hummersö i Föglö på Åland, var en framstående modellbyggare, främst av fartyg. 
Hans släkt hade varit knuten till havet i sekel. I ungdomen gick han till sjöss, mönstrade på allt från galeaser till fullriggare. Han seglade tre gånger till Australien på den så kallade vetetraden. Sammanlagt var han verksam i 50 år i handelsflottan. Under sin tid som sjöman började han bygga modellfartyg, och det var som modellbyggare han blev känd för sin skicklighet och noggrannhet, både på Åland och internationellt. Viktor Andersson byggde cirka 300 fartygsmodeller under sin livstid, många i Hummersö folkskola i Föglö där han levde större delen av sitt liv efter att ha mönstrat av.
Hans modeller finns i Ålands sjöfartsmuseum (41 fartyg och maritima landskap), Sjöhistoriska museet i Stockholm, National maritime museum, Greenwich, London, Åbo sjöfartsmuseum (numera Forum Marinum), Uppsala domkyrka (votivskepp) och på en rad andra internationella sjöfartsmuseer.
Anderssons morfar, skepparen och styrmannen Johan Wilhelm Nordström (1841–1919) byggde flera skickligt utförda modeller. Han finns representerad i såväl Saltviks kyrka (votivskepp) på Åland som på Ålands sjöfartsmuseum med den två meter långa fullriggaren "Margareta".